# Anita Borg
Anita Borg (17 gener de 1949 - 6 abril de 2003) va ser una científica informàtica. Va fundar l'Institut de la Dona i la Tecnologia (ara l'Institut Anita Borg de la Dona i la Tecnologia) i la Celebració Grace Hopper de Dones en la Informàtica.
Nascuda com Anita Borg Naffz a Chicago, Illinois Va créixer en Palatine, Illinois; Kaneohe, Hawaii i Mukilteo, Washington

## Carrera
Borg va obtenir el seu primer treball en programació el 1969. A pesar que va estimar les matemàtiques mentre creixia, ella no tenia la intenció de dedicar-se a la informàtica i va aprendre programació per si mateixa mentre treballava en una petita companyia d'assegurances. Va obtenir un doctorat en ciències de la computació a la Universitat de Nova York el 1981. La seva dissertació va ser sobre l'eficiència de la sincronització en un sistema operatiu.
Després de rebre el seu doctorat, Borg va passar quatre anys desenvolupant un sistema operatiu basat en Unix, que tolerava fallades, primer per Auragen Systems Corp. de Nova Jersey i després amb Nixdorf Computer a Alemanya.
El 1986, va començar a treballar per a Digital Equipment Corporation, on va treballar durant 12 anys, primer en el Laboratori de Recerca Occidental. Després en Digital Equipment, on va desenvolupar i va patentar un mètode per generar rastres d'adreces completes per a l'anàlisi i disseny de sistemes de memòria d'alta velocitat.
La seva experiència en el maneig de la llista de distribució en constant expansió de Systers, la qual ella mateixa va fundar el 1987, la va portar a treballar en la comunicació per correu electrònic. Com a enginyer consultor en el Laboratori de Sistemes de Xarxa sota Brian Reid, va desenvolupar MECCA, un sistema basat a la Web i correu electrònic per a la comunicació en les comunitats virtuals. El 1997, Borg va deixar Digital Equipment Corporation i va començar a treballar com a investigadora en l'Oficina del Capdavanter en Tecnologia de Xerox PARC. Poc després de inciar la seva labor en Xerox, va fundar l'Institut de la Dona i la tecnologia, després d'haver fundat prèviament la Celebració Grace Hopper de Dones en la Informàtica el 1994.

## Defensa de les dones tecnòlogues
Borg creia apassionadament a treballar per una major representació de les dones tecnòlogues. El seu objectiu era tenir una representació del 50% per a les dones en la informàtica en 2020. Ella es va esforçar perquè camps tècnics fossen llocs on les dones estarien igualment representades en tots els nivells, i on les dones poguessin causar impacte a la tecnologia i poguessin beneficiar-se d'aquesta.

## Systers
El 1987, va fundar Systers Borg, la primera xarxa de correu electrònic per a les dones a la tecnologia. Mentre assistia al Simposi sobre Principis de Sistemes Operatius (SOSP), li va cridar l'atenció la poca quantitat de dones que van estar presents en la conferència. Ella i altres sis o set dones es van reunir en el bany de dames i van parlar de les poques dones que havien en la informàtica. Una dotzena de les dones en la conferència van fer plans per esmorzar juntes, i aquí és on va néixer la idea de Systers.
Systers va ser creada per proporcionar un espai privat perquè les seves membres poguessin buscar informació i compartir coneixements basats en les seves experiències en comú. L'ingrés a Systers es limitava a dones amb una formació molt tècnica i les converses s'enfocaven estrictament a qüestions tècniques. Borg va supervisar Systers fins a l'any 2000.
Systers ocasionalment abordava temes que no eren molt tècnics, però que tenien a veure amb les integrants de la xarxa. El 1992, quan Mattel Inc. va començar a vendre una nina Barbie que deia "la classe de matemàtiques és difícil", les protestes que es van iniciar amb Systers van jugar un rol fonamental per aconseguir que Mattel eliminés aquesta frase del microxip de Barbie.

## Celebració Grace Hopper de les Dones en la Informàtica
El 1994, Anita Borg i Telle Whitney van fundar Celebració Grace Hopper de les Dones en la Informàtica. Amb la idea inicial de crear una conferència per i per a dones científiques de la computació, Borg i Whitney es van reunir en un sopar, amb un full de paper en blanc, sense tenir idea de com iniciar una conferència, i van començar a planejar la seva visió. La primera Celebració Grace Hopper de les Dones en la Informàtica es va celebrar a Washington, DC, al juny de 1994, i va reunir a 500 dones tècnòlogues.

## Institut de la Dona i la Tecnologia
El 1997, Borg va fundar l'Institut de la Dona i la Tecnologia (ara l'Institut Anita Borg de la Dona i Tecnologia). Els dos objectius primordials darrere de la fundació de l'organització eren augmentar la representació de les dones en els camps tècnics i permetre la creació de més tecnologia per les dones. Quan es va fundar, l'Institut es trobava en Xerox PARC, encara que era una organització independent sense finalitats de lucre.
L'Institut va ser creat per ser una organització R&D experimental enfocada a augmentar la influència de les dones a la tecnologia i incrementar l'impacte de la tecnologia en les dones del món. Va posar en circulació una varietat de programes per augmentar el paper de les dones tècniques en la construcció de la tecnologia, i assegurar que les veus de les dones influenciessin el desenvolupament tecnològic.
En 2002, Telle Whitney va assumir el càrrec de President i Director General de l'Institut, i en 2003, va ser rebatejat en honor de Borg. Des de la seva fundació, l'Institut Anita Borg de la Dona i la tecnologia ha augmentat els seus programes als Estats Units i es va expandir a nivell internacional, més de quatre vegades la seva grandària.

## Premis i reconeixements
Borg va ser reconeguda pels seus assoliments com un científica de la computació, així com pel seu treball en favor de les dones en la informàtica. Va rebre el premi Augusta Ada Lovelace de l'Associació de Dones en la Informàtica pel seu treball en favor de les dones en el camp de la computació el 1995. El 1996 va ser acceptada com a membre de la Association for Computing Machinery. El 1999, el president Bill Clinton la va designar a la Comissió Presidencial per a la Promoció de la Dona i Minories en Ciència, Enginyeria i Tecnologia. Se li va encarregar la labor de recomanar estratègies per al país per augmentar l'abast de la participació de les dones.
En 2002, va ser guardonada amb el vuitè Premi Anual de Heinz per a la Tecnologia, Economia i l'Ocupació. També en 2002, Borg va rebre un Doctorat Honorari de la Ciència i Tecnologia de la Universitat Carnegie Mellon.
Borg va rebre el Premi Pioneer EFF de la Electronic Frontier Foundation i va ser reconeguda per les Girl Scouts dels EUA, també va aparèixer en l'Open Computing Magazine en el Top 100 de les dones en la informàtica. Borg també va ser membre de la junta directiva de l'Associació de Recerca de la Informàtica i va servir com a membre del Comitè del Consell Nacional de Recerca sobre la Dona en la Ciència i Enginyeria.

## Llegat
El 1999, Borg va ser diagnosticada amb un tumor cerebral. Ella va seguir al capdavant de l'Institut de la Dona i la tecnologia fins a 2002. Va morir el 6 d'abril de 2003 en Sonoma, Califòrnia.
En 2003, l'Institut de la Dona i la tecnologia va ser renombrado Institut Anita Borg de la Dona i Tecnologia, en honor de Borg. Una sèrie de premis de l'Institut també van ser nomenats en el seu honor, com els Premis Anita Borg a l'Impacte Social, el Premi Anita Borg de Lideratge Tècnic i el premi Empresa Anita Borg Top per a la Dona tècnica.
Altres premis i programes honren la vida i l'obra de Borg. Google va establir l'Anita Borg Memorial Scholarship Google en 2004 per honrar el treball de Borg. El programa s'ha ampliat per incloure a dones al Canadà, Austràlia, Nova Zelanda, Europa, el Nord d'Àfrica i l'Orient Mitjà. La Facultat de Ciències de la Computació i Enginyeria UNSW ofereix el Premi Anita Borg, nomenat en el seu honor.